# バカゲー
バカゲーとは、コンピュータゲームを分類する俗称のひとつ。「馬鹿馬鹿しいゲーム」の略で、主に奇抜なストーリーやデザイン、常軌を逸したセンスなどを持つゲームを指す。「くだらないゲーム」の呼称の一つとして「クソゲー」と似た扱いをされることもあるが「クソゲー」が単純に面白くないゲームや完成度の低いゲームの蔑称として使われることが多いことに対し「バカゲー」は比較的ポジティブな用語として扱われることが多い。

## 由来
初出は1992年、コンシューマーゲーム専門誌『BEEP!メガドライブ』の単発企画（後に「バヵ王」のコーナータイトルで連載）にて提唱されたもの。この時の定義は、ただ単に「バカなゲーム」である。コーナーでは大別して、妙な演出や奇抜な表現などで意図的にバカっぽくなる（笑いをとる）ように作られた「真正バカゲー」と、狙っていないのに笑えてしまう「仮性バカゲー」の2つに分類していた。
後に上記とは無関係に、中古ゲーム専門誌『ユーズド・ゲームズ』（のちの『GAME SIDE』）の連載記事「美食倶楽部バカゲー専科」で提唱された語も存在する。いわゆるクソゲーに対する再評価を試みるべく、同誌の編集者だった引地幸一により命名されたものである。メーカーの技術的未熟さや演出面での過剰、画期的過ぎたゲームシステム等から伴う、操作性およびゲームテンポの悪さや理不尽な事などでバカゲーといわれるようになったゲーム=クソゲーのマイナス要因を、批判するのではなく別の視点から捉えて楽しもうという意図があるとされる。
『ユーズド・ゲームズ』の定義では「クソゲーでなければバカゲーにはなり得ない」事になるが、件の連載記事は、回を重ねるにつれ、いわゆる佳作・良作ゲームであっても、普通にプレイしている分にはわからない「バカな（笑うしかない）部分」を持つ作品も取り上げるようになった。そもそもの趣旨は異なっても、結果的には『BEEP!メガドライブ』の定義と、指し示す物は変わらなくなっている。
派生系として「バカメーカー」「バカゲーメーカー」などの用語もある。これは単にバカゲーを出したメーカーの事ではなく、「出すゲームがバカゲーばかりでまともな作品の方が少ないメーカー」の事である。もっともこの言葉も恣意的な面が多分にあり、作品以外の面でのメーカーの印象が反映される部分が大きい。データイーストのように奇作を多数発売した伝説的なメーカーもあるが、『デスクリムゾン』一作で名を馳せたエコールソフトウェアや「セガゲー」という言葉に象徴されるセガなどもバカメーカーに含まれる場合があり、一般的な傾向を取り出すのは難しい。

## 著名なバカゲー作品
公式メディアが「バカゲー」と明言している、その他のメディア媒体で「バカゲー」として取り上げられたことがあるなどの特筆性のある作品のみを列挙する。
超兄貴
開発ゲーム会社自ら「バカゲーの代名詞」として挙げているバカゲー。「筋肉美」がテーマのシューティングゲームで、奇抜なデザインと世界観からカルト的な人気を誇る。後にシリーズ化し続編や対戦型格闘ゲームなどの関連作品が発売されたほか、ドラマCDやコミカライズ、音楽イベントの開催などのメディアミックスも行われた。
せがれいじり
「おバカに徹する」がコンセプトのアクションアドベンチャーゲーム。「主人公・せがれをいじって大きくする(成長させる)」ことがゲームの目的であり、シュールかつナンセンスな世界観が特徴。『ウゴウゴルーガ』で知られる秋元きつねが開発に参加しており、意欲的な3D表現やCG映像を中心に評価が高い。斬新な広告やゲーム性が話題になり17万本の売上を記録し、後に続編『続せがれいじり 変珍たませがれ』が発売された。なお、当時の公式サイトのコメントなどでは「バカソフト」と表記されていた。